# 小林桂助
小林 桂助（3代）（こばやし けいすけ、1908年（明治41年）6月6日 - 2000年（平成12年）1月10日） は、日本の鳥類研究家。旧名・小林賢三。

## 経歴
1908年、神奈川県横浜市生まれ。1923年（大正12年）の関東大震災後、1927年に神戸市に移住。1932年に神戸商業大学（現・神戸大学）を卒業した。
翌1933年、薄荷輸出業「小林桂」（1883年に初代小林桂助が創業）に入社した。小林桂助3代目を継ぎ、家業の傍ら鳥の生態を調査した。1947年から1981年まで日本鳥学会評議委員をつとめた。

## 研究内容・業績
- 1956年に初版が刊行された著書の「原色日本鳥類図鑑」は425種類の原色図版に加え、形態、生態、分布などの解説が書かれており、11万部以上も売れた実用図鑑[5][6]。
- 小林の収集した標本類は兵庫県人と自然の博物館に寄贈され、「鳥に魅せられて－小林桂助氏の足跡とコレクション研究」として展示されている[7]。
- 昆虫にも造詣が深く、昆虫標本のコレクションも兵庫県立人と自然の博物館に収蔵されている[8]。

## 著書
- "The eggs of Japanese birds" (日本産鳥類の卵) by Keisuke Kobayashi, Takeo Ishizawa ; directed by Seinosuke Uchida. Kobe : Keisuke Kobayashi, 1932-
- 原色日本鳥類図鑑（保育社の原色図鑑 第6巻）保育社、1956年

このほか、鳥類に関連する著書多数。

## 関連人物
- 小林桂助（初代）（1846年生） ‐ 海産物仲買商、横浜商業会議所議員。群馬・板垣五良右衞門の二男。1862年に小林吾平の養子となる。長男・友三の岳父に福井直吉。[9]
- 小林桂助（2代）（1879年生）‐ 薄荷商[10]